# 리호준
리호준(李濩俊, 1946년 12월 1일~)은 조선민주주의인민공화국의 사격인이다. 서독 뮌헨에서 열린 1972년 하계 올림픽에 참가, 50m 소총 복사에서 세계 신기록을 세우며 조선민주주의인민공화국 출신 선수로는 처음으로 올림픽에서 금메달을 획득했다.
경기 후 금메달을 딴 소감을 묻는 기자들의 질문에 그는 "원수의 심장을 겨누는 마음으로 경기에 임했다"라고 말했다. 당시 국제 올림픽 위원회의 위원장이었던 에이버리 브런디지는 리호준의 메달을 박탈해야 한다고 국제 사격 연맹을 압박했지만 조선민주주의인민공화국 사격 협회가 국제 올림픽 위원회에 사과함으로써 리호준은 메달을 박탈당하지 않았다. 그는 1973년에 인민체육인 칭호를 얻었다.